# Beaufort County (North Carolina)
Beaufort County ist ein County im Bundesstaat North Carolina der Vereinigten Staaten. Der Verwaltungssitz (County Seat) ist Washington.

## Geographie
Das County liegt im Osten von North Carolina, ist etwa 120 km vom Atlantik entfernt und hat eine Fläche von 2483 Quadratkilometern, wovon 339 Quadratkilometer Wasserfläche sind. Es grenzt im Uhrzeigersinn an folgende Countys: Washington County, Hyde County, Pamlico County, Craven County, Pitt County und Martin County.

## Geschichte

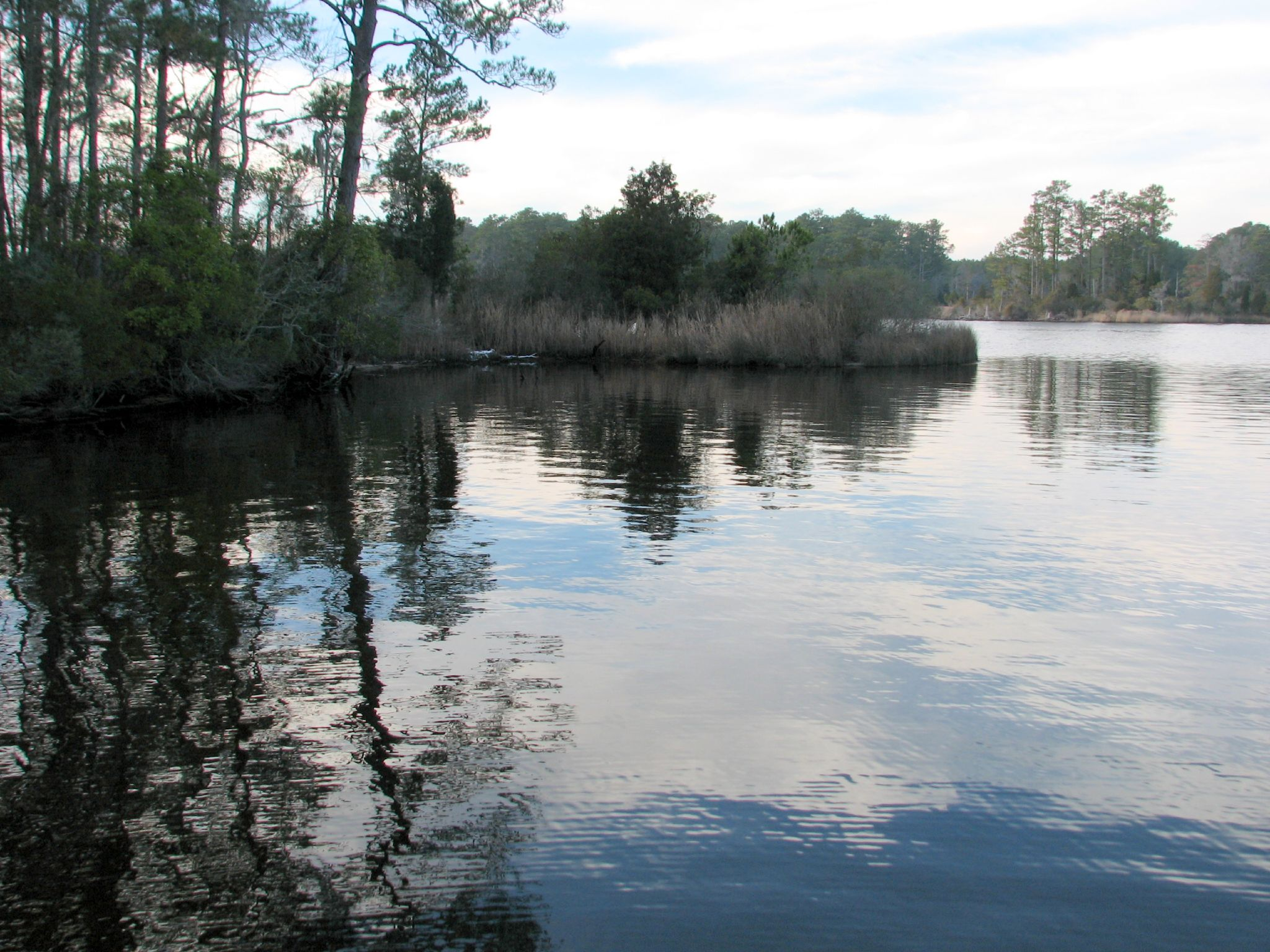
Goose Creek im Goose Creek State Park

Das Beaufort County wurde am 3. Dezember 1705 aus Teilen des Bath County gebildet und trug erst den Namen Pamptecough. Die heutige Bezeichnung erhielt es sieben Jahre später, als es nach Henry Somerset, 2. Duke of Beaufort benannt wurde, einem Lord Proprietor der Provinz Carolina.

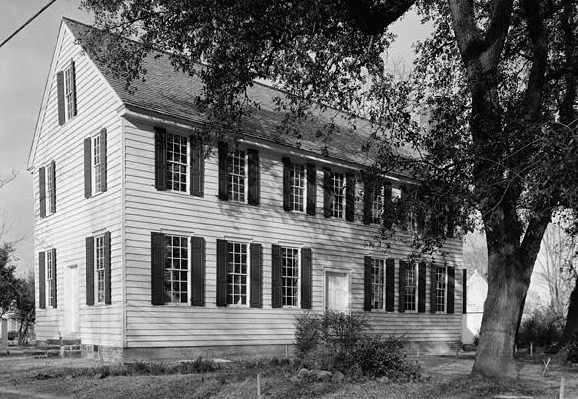
Palmer-Marsh House (1962)

Im County liegt eine National Historic Landmark, das Palmer-Marsh House. 17 Bauwerke und Stätten des Countys sind insgesamt im National Register of Historic Places eingetragen (Stand 22. Februar 2018).

## Demografische Daten
Nach der Volkszählung im Jahr 2000 lebten im Beaufort County 44.958 Menschen in 18.319 Haushalten und 12.951 Familien. Die Bevölkerungsdichte betrug 21 Einwohner pro Quadratkilometer. Ethnisch betrachtet setzte sich die Bevölkerung zusammen aus 68,44 Prozent Weißen, 29,03 Prozent Afroamerikanern, 0,16 Prozent amerikanischen Ureinwohnern, 0,22 Prozent Asiaten, 0,02 Prozent Bewohnern aus dem pazifischen Inselraum und 1,42 Prozent aus anderen ethnischen Gruppen; 0,71 Prozent stammten von zwei oder mehr Ethnien ab. 3,24 Prozent der Bevölkerung waren spanischer oder lateinamerikanischer Abstammung.
Von den 18.319 Haushalten hatten 28,8 Prozent Kinder unter 18 Jahren, die bei ihnen lebten. 53,6 Prozent davon waren verheiratete, zusammenlebende Paare, 13,3 Prozent waren allein erziehende Mütter und 29,3 Prozent waren keine Familien. 25,7 Prozent waren Singlehaushalte und in 11,5 Prozent lebten Menschen mit 65 Jahren oder älter. Die Durchschnittshaushaltsgröße betrug 2,42 und die durchschnittliche Familiengröße war 2,89 Personen.
23,4 Prozent der Bevölkerung waren unter 18 Jahre alt. 7,7 Prozent zwischen 18 und 24 Jahre, 26,1 Prozent zwischen 25 und 44 Jahre, 26,9 Prozent zwischen 45 und 64, und 15,9 Prozent waren 65 Jahre alt oder Älter. Das Durchschnittsalter betrug 40 Jahre. Auf alle weibliche Personen kamen 91,1 männliche Personen. Auf alle Frauen im Alter von 18 Jahren oder darüber kamen 87,5 Männer.
Das jährliche Durchschnittseinkommen eines Haushalts betrug 31.066 USD und das jährliche Durchschnittseinkommen einer Familie betrug 37.893 $. Männer hatten ein durchschnittliches Einkommen von 30.483 $ gegenüber den Frauen mit 21.339 $. Das Prokopfeinkommen betrug 16.722 $. 19,5 Prozent der Bevölkerung und 15,2 Prozent der Familien lebten unterhalb der Armutsgrenze. 27,6 Prozent von ihnen sind Kinder und Jugendliche unter 18 Jahre und 19,3 Prozent sind 65 Jahre oder älter.

## Städte und Gemeinden
| - Aurora - Bath - Belhaven - Chocowinity | - Pantego - Washington Park - Washington |